# Sistema sanitario degli Stati Uniti d'America
Il sistema sanitario degli Stati Uniti d'America è l'apparato, prevalentemente in mano privata, atto alla cura e all'assistenza sanitaria della popolazione civile degli Stati Uniti d'America. 
Si tratta di una combinazione di programmi pubblici, assicurazioni private e pagamenti diretti di mano privata. Gli USA sono ad oggi l'unica nazione sviluppata al mondo a non avere un sistema di copertura sanitaria universale.

## Storia
Benché le prime proposte per un sistema sanitario misto pubblico-privato risalgano agli anni 1930 durante la presidenza di Franklin Delano Roosevelt con l'emanazione del Social Security Act, l'introduzione di un sistema di copertura universalistico, almeno negli scopi, per una gran parte di popolazione, risale a trent'anni dopo con le riforme di Lyndon B. Johnson, rimaste intatte fino all'ampliamento voluto da Barack Obama nel 2010.

## L'assistenza pubblica
I programmi assistenziali pubblici sono Medicare e Medicaid. Medicare è il programma nazionale di assistenza agli anziani (ultrasessantacinquenni), universalistico, in quanto indipendente dal reddito. Medicaid è un programma gestito dai singoli Stati (con un contributo federale che copre il 60% delle spese) e rivolto ad alcune fasce di popolazione a basso reddito (famiglie con bambini, donne in gravidanza, anziani e disabili).
In casi di emergenza, gli ospedali sono obbligati ai sensi dell'Emergency Medical Treatment and Labor Act (EMTALA) a fornire cure di pronto soccorso a tutta la popolazione, senza richiedere in cambio il pagamento di tali cure.

## Dibattito e questioni politiche

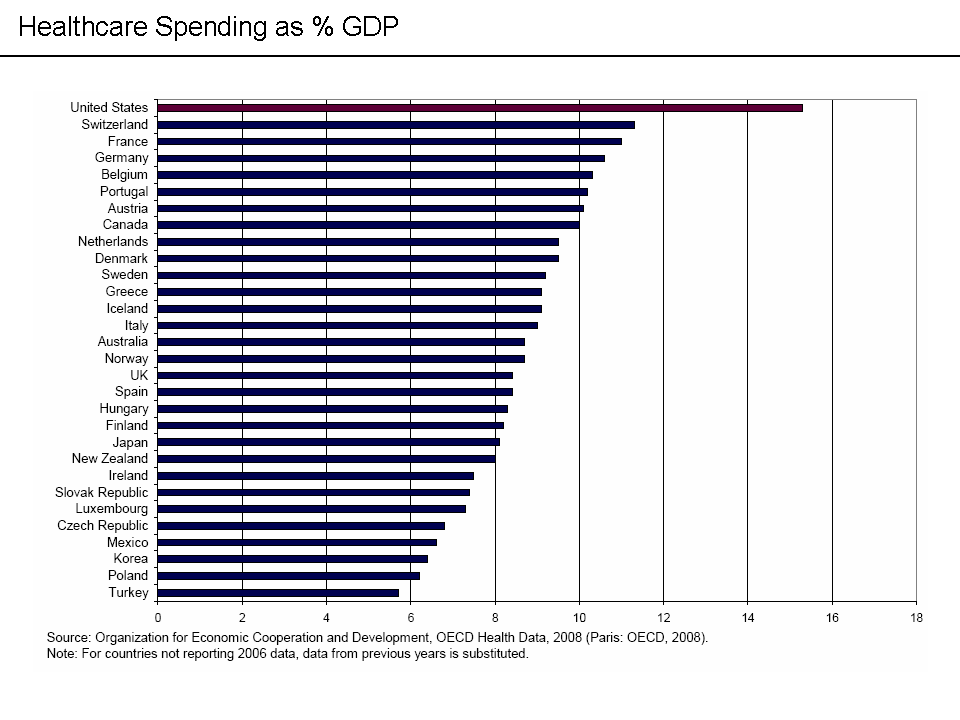
Rapporto di molti paesi tra la spesa sanitaria e il prodotto interno lordo (anno 2006)

Nonostante gli Stati Uniti spendano di più di qualsiasi altro stato al mondo in sanità, una gran parte della popolazione non ha accesso a cure mediche attraverso assicurazione privata e deve spesso rivolgersi a programmi pubblici come Medicaid e Medicare.

La complessità e l'elevato costo del sistema sanitario statunitense continua ad essere tema di discussione in tutto il mondo. Nello stesso tempo però, gli Stati Uniti sono leader globali per quanto riguarda l'innovazione medica e la scoperta di nuovi medicinali. 

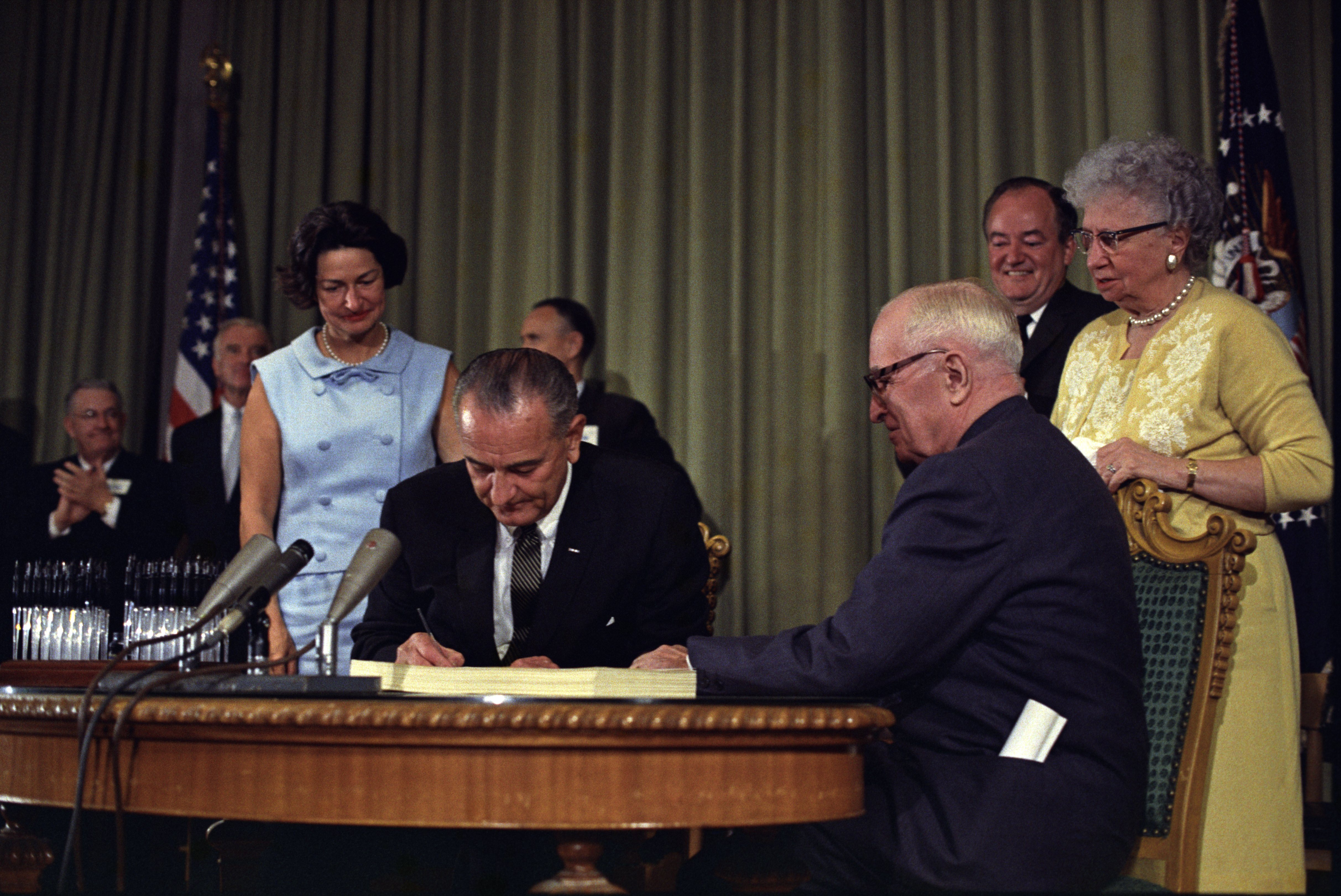
Lyndon Johnson firma la legge sull'assistenza sanitaria pubblica. Alla destra è visibile l'ex presidente Truman.

### Copertura delle spese per i medicinali
Durante gli anni 1990, il prezzo dei medicinali divenne uno dei maggiori punti dell'agenda politica americana, dato il suo aumento esponenziale, visto che i cittadini scoprirono che né il governo né le compagnie private avevano intenzione di coprire il costo di queste medicine. Allo stato attuale, gli Stati Uniti sono il paese che spende di più per i propri medicinali. Nel 2003 il servizio sanitario nazionale copriva in media solamente il 17,7% delle spese totali.
Nel febbraio 2007 il governo statunitense prese posizione affermando che il prezzo delle medicine è alto perché in altri paesi il costo effettivo viene in maggior parte coperto dallo Stato, mentre in America è a totale carico del cliente. Inoltre, all'estero le compagnie si possono accordare, per questo motivo, con il governo, mentre negli Stati Uniti gli accordi sul prezzo dei medicinali sono proibiti per legge.
Complessivamente, soltanto il 20% dei medicinali in vendita ha svolto per intero l'iter di approvazione del farmaco.

### Dibattito
Gli Stati Uniti d'America sono una delle poche nazioni industrializzate a non avere una copertura sanitaria universale. Questo è causa di un forte dibattito in America sulla possibilità di ampliare a tutti le cure sanitarie.

## La riforma del 2010 (“Obamacare”)

Barack Obama

Il 23 marzo 2010 il presidente Barack Obama firma la legge della riforma sanitaria. Tra i cambiamenti che si dovrebbero verificare con la riforma vi sono l'aumento del numero di persone tutelate dal sistema sanitario (32 milioni in più) e la diminuzione della spesa governativa per la sanità (pari al 15% del PIL nel 2008, il doppio della media delle nazioni facenti parte dell'OCSE); inoltre, si stima che la metà dei tracolli finanziari individuali siano cagionati da spese mediche improvvise e non coperte da tutela assicurativa. Tale fenomeno dovrebbe pertanto subire un decremento.

### I punti salienti della riforma
- Divieto per le compagnie di assicurazione di negare la stipula di assicurazioni e l'assistenza per determinate patologie o sulla base di preesistenti condizioni di salute.[5]
- Incentivi fiscali per il cittadino al fine di stipulare una polizza sanitaria.[6]
- Sanzioni per il cittadino che non stipula una polizza assicurativa.[6]
- Obbligo per i datori di lavoro di imprese con più di 50 dipendenti di contribuire alle spese per l'acquisto di tali polizze per i propri prestatori di lavoro.[6]
- Ampliamento dei soggetti coperti dalla tutela di Medicaid.[6]
- La possibilità per i giovani a carico della famiglia di utilizzare l’assicurazione sanitaria dei genitori.

Dal 2010 al 2017, dopo l'approvazione della legge, sono circa 23,5 milioni gli statunitensi in più ad avere la copertura sanitaria.

### Proposte di abrogazione
Nel maggio 2017 il neo-presidente Donald Trump ha fatto approvare alla Camera dei Rappresentanti (con 217 sì e 213 no) la richiesta di abrogazione dell'Obamacare. Tale proposta però, nonostante la maggioranza repubblicana all'interno del senato, fu respinta da quest'ultimo (con 55 no e 45 sì). Successivamente, sempre sotto l'amministrazione Trump, è stata anche proposta un'abrogazione parziale dell'Obamacare ma l'iniziativa venne declinata al senato (con 51 no e 49 sì). In seguito, Donald Trump ha comunque fatto approvare alcune modifiche specifiche alla riforma di Obama, fra cui, ad esempio, l'abolizione dell'Individual mandate, che sanciva l'obbligo per tutti i cittadini americani di contrarre un'assicurazione sanitaria, pena una sanzione pecuniaria.